# 1921年の政治
1921年の政治（1921ねんのせいじ）では、1921年（大正10年）の政治分野に関する出来事について記述する。

## できごと

### 1月
- 1月3日 - 幣原喜重郎駐米大使、カリフォルニア州外国人土地法（排日土地法）に抗議。
- 1月16日 - 葉山御用邸滞在中の大正天皇に中村雄次郎宮相と元老松方正義が拝謁し、皇太子裕仁親王の欧州訪問の裁可を得る。
- 1月24日 - 加藤高明憲政会総裁、貴族院でシベリアからの撤兵を主張。
- 1月31日 - 衆議院予算委員会で南満州鉄道株式会社（満鉄）の不正、関東州のアヘン取引が問題となる。

### 2月

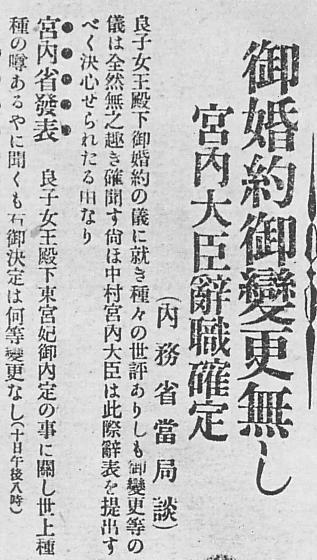
宮中某重大事件を報じる大正10年2月11日付東京朝日新聞

- 2月10日 - 政府、「皇太子妃は内定通り変更がない」旨の声明を発表（宮中某重大事件）。
- 2月11日 - 立憲政友会の田中善立衆議院議員を中心とする皇国青年会その他200人の「国民祈願式挙行団」が皇太子裕仁親王、久邇宮良子女王婚約の不変更と皇太子洋行延期の祈願式を行う[1]。
- 2月15日 - 宮内省告示第二号で皇太子裕仁親王の欧州外遊が正式公表。
- 2月17日 - 衆議院で押川方義、大竹貫一両代議士が皇太子洋行問題に関する秘密会を開催するよう各派と交渉。各党各会派は要求を拒否[2]。
- 2月20日 - ペルシアでレザー・ハーンがクーデターを起こす。
- 2月21日 - モンゴル駐留中華民国軍を撃破した白軍ウンゲルンの占領下でボグド・ハーン政権が復活。
- 2月27日 - 西園寺公望の嗣子、西園寺八郎が洋行延期を唱える「抹殺社」の6人に襲撃、軽傷を負う[3]。
- 2月28日 - ソビエト・ロシアで戦時共産主義に反対する水兵がクロンシュタット軍港で反乱。

### 3月
- 3月3日 - 皇太子裕仁親王欧州歴訪に出発。
- 3月4日 - ウォレン・ハーディングが第29代米大統領に就任。
- 3月6日 - 皇太子裕仁親王一行、沖縄に到着。
- 3月8日 - ロシア共産党が新経済政策（ネップ）を採用する。
- 3月10日 - 皇太子一行、英領香港に到着。
- 3月13日 - モンゴル人民党がキャフタで臨時人民政府樹立。
- 3月16日 - 英ソ通商協定締結。
- 3月18日
  - 皇太子一行、英領シンガポールに到着。
  - ポーランドとソビエト連邦の間でリガ条約が結ばれる。
  - ポーランドは西ウクライナと西ベラルーシを併合、ソ連は残りのウクライナとベラルーシを併合し、ウクライナ人民共和国政府はフランスに亡命。
- 3月21日 - 皇太子一行、英領セイロンに到着。

### 4月
- 4月8日 - 国有財産法、借地法、借家法公布。
- 4月10日 - 度量衡法改正(12日メートル法公布）。
- 4月15日 - 皇太子裕仁親王一行、英領エジプトに到着。
- 4月18日 - 皇太子一行、カイロに到着。
- 4月24日 - 赤瀾会結成（日本初の女性による社会主義団体）。
- 4月30日 - 皇太子一行、英領ジブラルタルに到着。

### 5月

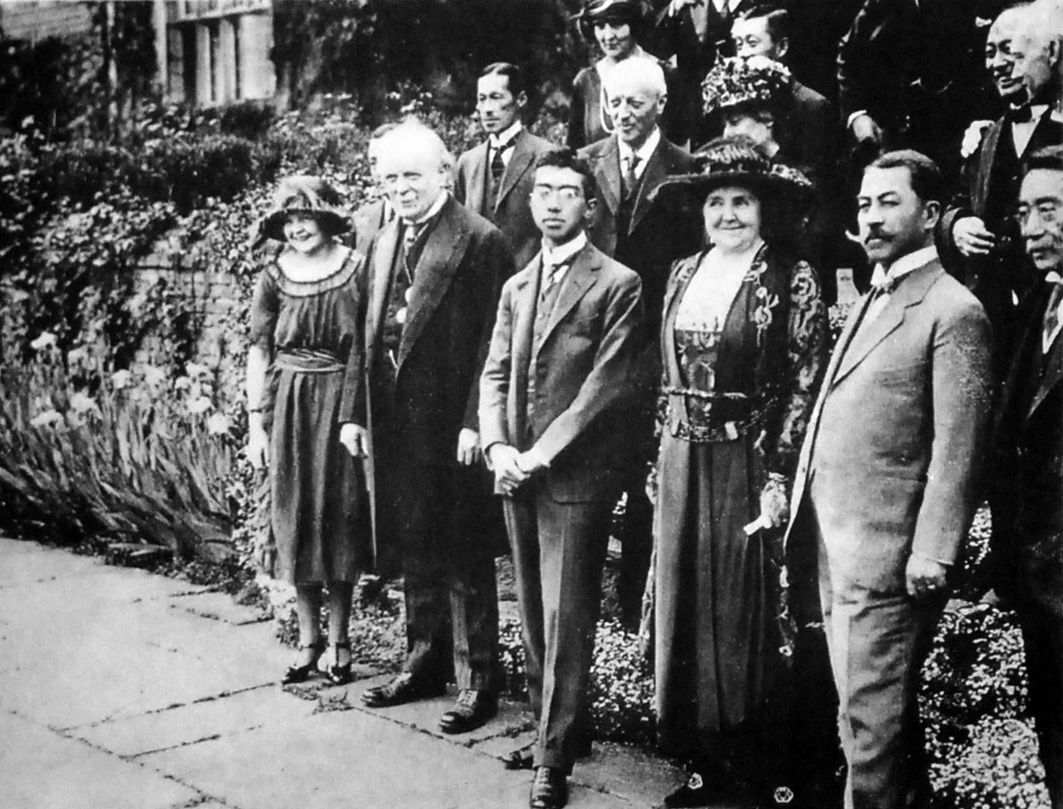
1921年5月15日、ロイド・ジョージ英首相（前列左から2人目）主催の午餐会に出席した皇太子裕仁親王（前列左から3人目）。前列右から2人目は閑院宮載仁親王。

- 5月5日 - 孫文、広東新政府非常大総統に就任。第2次広東政府成立。
- 5月7日 - 皇太子裕仁親王一行、英国ワイト島に到着。
- 5月9日 - 皇太子裕仁親王の英国上陸式典挙行。
- 5月13日 - 駐英日本大使館で晩餐会。エドワード皇太子、デビッド・ロイド・ジョージ英首相らを迎える。
- 5月15日 - ロイド・ジョージ首相主催の歓迎午餐会開催。
- 5月18日 - 皇太子一行、スコットランドに到着。
- 5月19日 - 皇太子裕仁親王、ケンブリッジ大学から名誉法学博士号授与。
- 5月20日 － 旧区制廃止、旧区に該当していた県庁所在自治体などが市制施行。
- 5月30日 - 皇太子一行、英国を離れ、フランスに到着。

### 6月
- 6月1日 - 皇太子裕仁親王、エリゼ宮にアレクサンドル・ミルラン大統領を表敬訪問。
- 6月7日 - ルーマニア・ユーゴスラビア相互援助条約が締結される。
- 6月10日 - 皇太子裕仁親王一行、ベルギーに到着。
- 6月15日 - 皇太子一行、オランダに到着。
- 6月20日 - 皇太子一行、オランダを離れ、ベルギーとフランスを再訪。
- 6月25日 - 皇太子一行、ヴェルダンの戦いの戦跡を訪問。
- 6月29日 - 皇太子一行、ソンムの戦いの戦跡を訪問。

### 7月
- 7月11日
  - モンゴル人民革命。ウルガでボグド・ハーンを制限君主に推戴する人民政府樹立。中華民国から実質的に独立。
  - 皇太子裕仁親王一行、イタリアに到着。
- 7月18日 - 皇太子一行、イタリアを離れ帰途に着く。
- 7月22日 - アンワールの戦いでスペイン軍がリーフ共和国軍に敗退。
- 7月23日 - 上海で中国共産党の創立大会が開催される。
- 7月29日 - ヒトラーがナチス党党首に就任した。

### 8月
- 8月 - 中国共産党、上海に中国労働組合書記部を設立。

### 9月
- 9月3日 - 皇太子裕仁親王一行、横浜に到着。
- 9月17日 - 尾崎行雄、吉野作造らが、軍備縮小同志会結成。
- 9月27日 - ワシントン会議全権に加藤友三郎、徳川家達、幣原喜重郎らを任命。

### 10月
- 10月23日 ハンガリー王国でオーストリア＝ハンガリー帝国皇帝カール1世が逮捕される（カール1世の復帰運動が失敗）。

### 11月

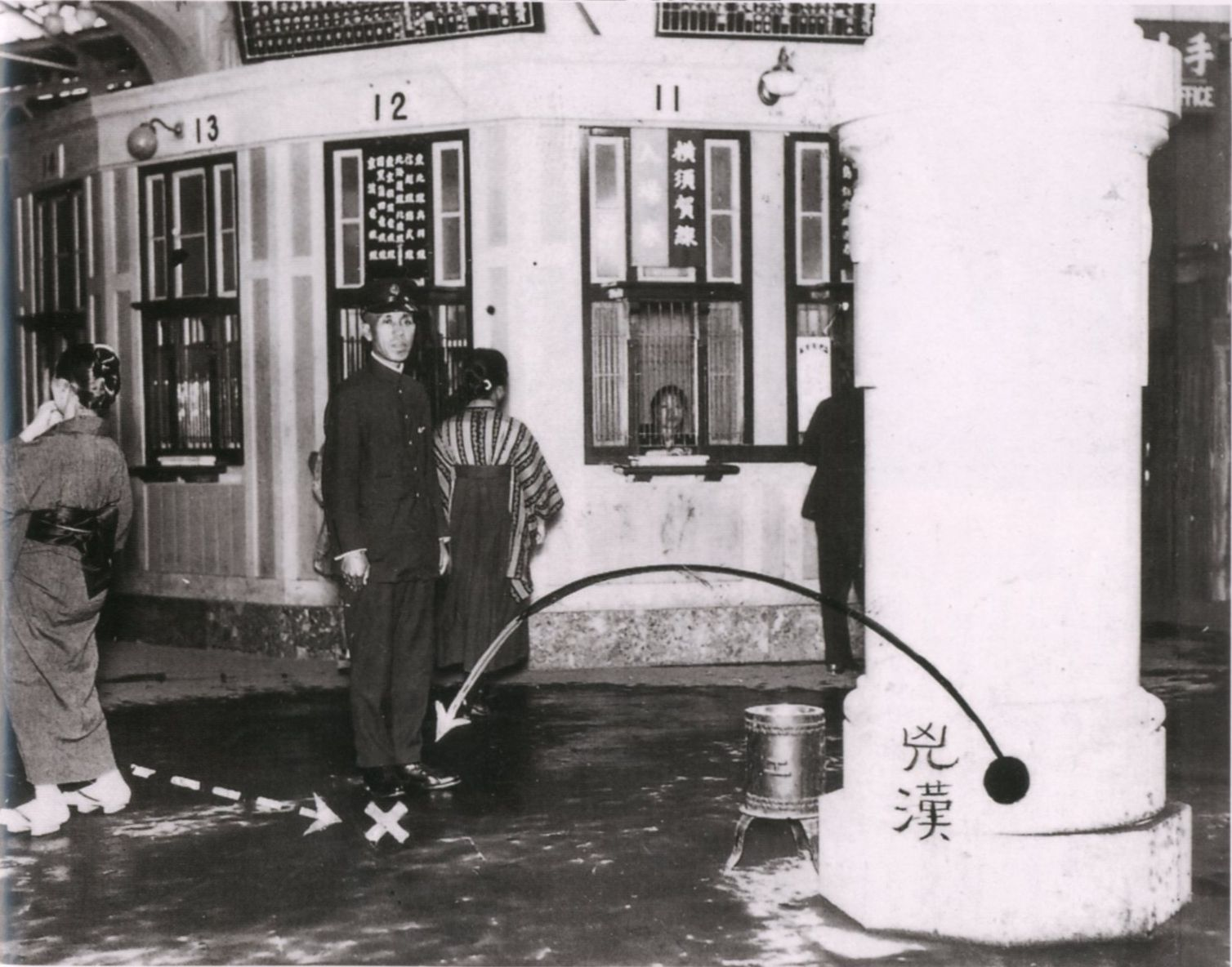
原敬首相暗殺の現場。柱の陰に犯人の中岡艮一がいた。

- 11月4日 - 原敬首相、東京駅で暗殺（原敬暗殺事件）。
  - 原首相の暗殺により内田康哉外相が臨時兼任内閣総理大臣に就任。
- 11月7日
  - 政友会党本部で原敬の告別式。
  - イタリアで戦闘者ファッシ、ファシスト党（国家ファシスト党）に改組。
- 11月8日 - 原敬、盛岡に到着。
- 11月9日 - 大慈寺で原敬の密葬。
- 11月11日 - 大慈寺で原敬の本葬。
- 11月12日 - ワシントン会議開催。
- 11月13日 - 高橋内閣成立。
- 11月25日 - 皇太子裕仁親王が摂政に就任。

### 12月
- 12月13日 - ワシントン会議で日本・米国・英国・フランスの四か国条約が調印される。日英同盟が廃棄される。
- 12月24日 - 第45議会召集。